# Ring (techniek)

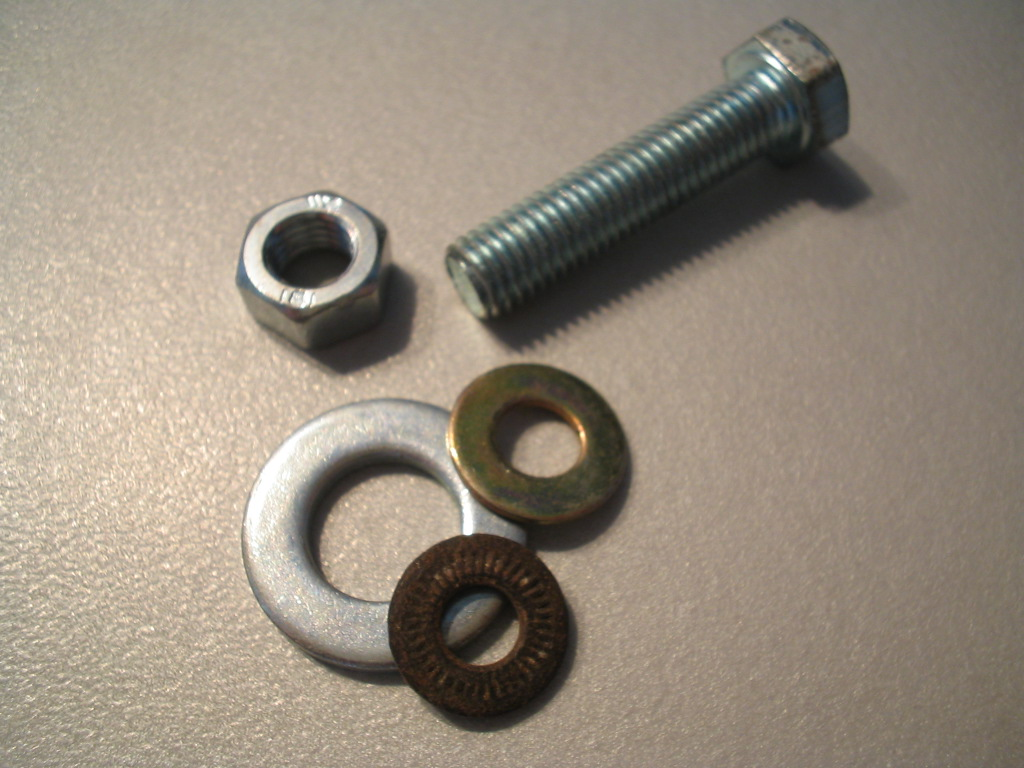
Ringen met een bout en moer

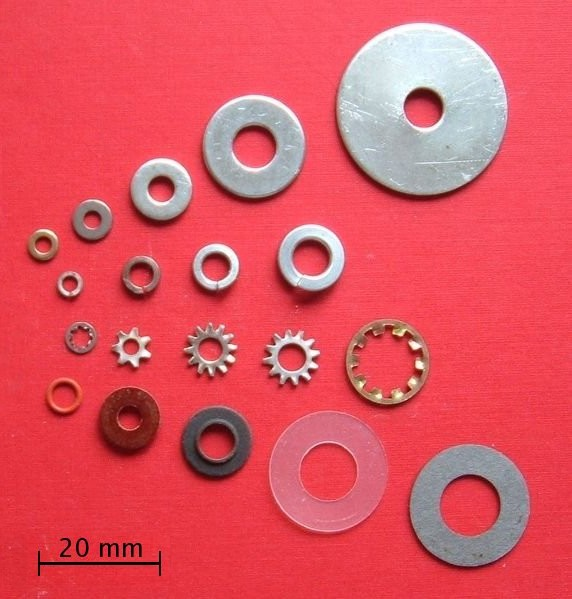
Ringen zijn verkrijgbaar in verschillende maten en soorten

Een ring, sluitring of carrosseriering (in Vlaanderen ook bekend als rondel) is een vlak voorwerp met een gat in het midden dat over een schroef of draadeind past en dat onder een schroef, bout of moer wordt geplaatst.
Een ring kan meerdere doelen dienen:
- verspreiding van de drukkracht op de verbinding over een groter oppervlak, waardoor het te bevestigen voorwerp niet gaat vervormen, zoals de carrosseriering;
- afdichten van de verbinding om te voorkomen dat vocht of vuil naar binnen dringt langs de verbinding. Voorbeelden hiervan zijn:
  - de o-ring, gemaakt van kunststof of rubber
  - de zekeringsring, gemaakt van een zacht metaal zoals weekijzer of monel
- bescherming van het te bevestigen voorwerp tegen beschadigingen tijdens het los- of vastdraaien van de verbinding.
- het voorkomen dat een moer of bout lostrilt. Hiervoor gebruikt men borgringen. Voorbeelden zijn:
  - de veerring
  - de contactborgring
  - de schotelveerring

Een ring is meestal gemaakt van verzinkt staal, van roestvast staal of van kunststof, maar er bestaan ook sluitringen van vernikkeld messing en fosforbrons.